# Возніцин Олександр Артемович
Олександр Артемович Возніцин (1701—1738) — відставний офіцер військово-морського флоту Російської імперії, який зрікся православ'я і прийняв іудаїзм, за що в 1738 році за наказом імператриці Анни Іоанівни був живцем спалений.

## Походження
Олександр Возніцин виховувався в православній родині. Він був ґрунтовно освічений. Походив із старовинного дворянського роду, пов'язаного з Великим Новгородом. Його дядько, Прокофій Богданович Возніцин, належав до московської аристократії. Як дипломат він призвів до підписання перемир'я між Росією і Туреччиною в Бахчисараї в 1681 році. Його тітка стала дружиною контр-адмірала Івана Акимовича Сенявіна, що відкрило Олександру шлях до кар'єри на російському флоті.